# Office international Nansen pour les réfugiés
Pour les articles homonymes, voir Nansen.
L’Office international Nansen pour les réfugiés était un organisme de la Société des Nations, chargé de protéger les réfugiés et apatrides venus de diverses zones de guerre, entre 1930 et 1939 (voir passeport Nansen). Son siège se trouvait à Tighina, à la frontière entre la Roumanie et l’URSS.

## Histoire
L'office reçoit le prix Nobel de la paix en 1938.